# Дельфик ТВ
Дельфик ТВ — сервис интернет-телевидения в парадигме video on demand, запущенный 17 сентября 2010 года. Проект развивается под патронатом Международного Дельфийского комитета и при содействии Национального Дельфийского совета России. Дельфик ТВ посвящён событиям культуры и искусства, Молодёжным Дельфийским играм России, а также культурной жизни регионов.

## Концепция
Ресурс ставит своей целью популяризацию культурных мероприятий, продвижение и распространение общечеловеческих ценностей посредством искусства, сохранение мирового культурного наследия. Задачи канала тесно связаны с задачами и концепциями современных Дельфийских игр.
Дельфик ТВ сотрудничает с медиа-холдингом ВГТРК, порталом «Вести.ру», а также с телевизионными каналами субъектов федерации. Одной из основных идей канала является объединение с региональными СМИ, целью чего является возможность их контенту, обычно не доходящему до жителей других регионов (особенно столичного), получать широкое распространение.

## Технические детали
В основе работы лежит агрегация контента и трансляция его через Интернет.
Дельфик ТВ включает в себя несколько основных каналов:
- «Новости Культуры» — канал, созданный в партнерстве с ВГТРК. Содержание составляют новости культуры, искусства, репортажи, освещающие события и мероприятия культурной жизни, специальные материалы о Дельфийских играх.
- «Культура России» — на этом канале представлены материалы, посвящённые важным событиям, явлениям и мероприятиям сферы искусства России. Канал был создан в партнерстве с представителями субъектов Российской Федерации и порталом «Вести.ру».
- «Дельфийские игры» — на базе данного канала, создана площадка, которая вмещает в себя фильмы, ролики и видеоматериалы о Дельфийских играх. Во время проведения мероприятий проводятся прямые трансляции с них[11].
- «Новости Культуры. Регионы» — создан в партнерстве с порталом «Вести.ру». В него включены репортажи, освещающие важнейшие события культурной жизни всех регионов России.

Сервис интегрирован с Twitter, Facebook, ВКонтакте и прочими социальными сетями.

## Интернет-трансляции
В рамках интернет-телевидения Дельфик ТВ была организована онлайн-трансляция с 29 номинаций Тринадцатых молодёжных Дельфийских игр России и Первых открытых молодёжных Европейских Дельфийских игр, а также церемоний открытия и закрытия Культурного проекта.